# Shirt Tails
Shirt Tails fue una banda callejera de mediados del siglo XIX basada en el barrio marginal de Five Points en Manhattan (Nueva York, Estados Unidos). Como característica externa distintiva y para mostrar su afiliación al grupo, los miembros llevaban la camisa por fuera del pantalón. 
Los Shirt Tails destacaban tanto por su violencia como por su aspecto desaliñado y descuidado. Solían esconder sus armas debajo de sus ropas, lo cual contrastaba con el resto de bandas, que las mostraban para intimidar.
Se calcula que su número nunca superó el de unos pocos centenares de miembros y, como muchas otras pandillas de la época, desapareció poco después del comienzo de la Guerra de Secesión (aunque participaron bajo la coalición de los Dead Rabbits en los Draft Riots de Nueva York).